# Chiesa di Santo Stefano (Capraia Isola)

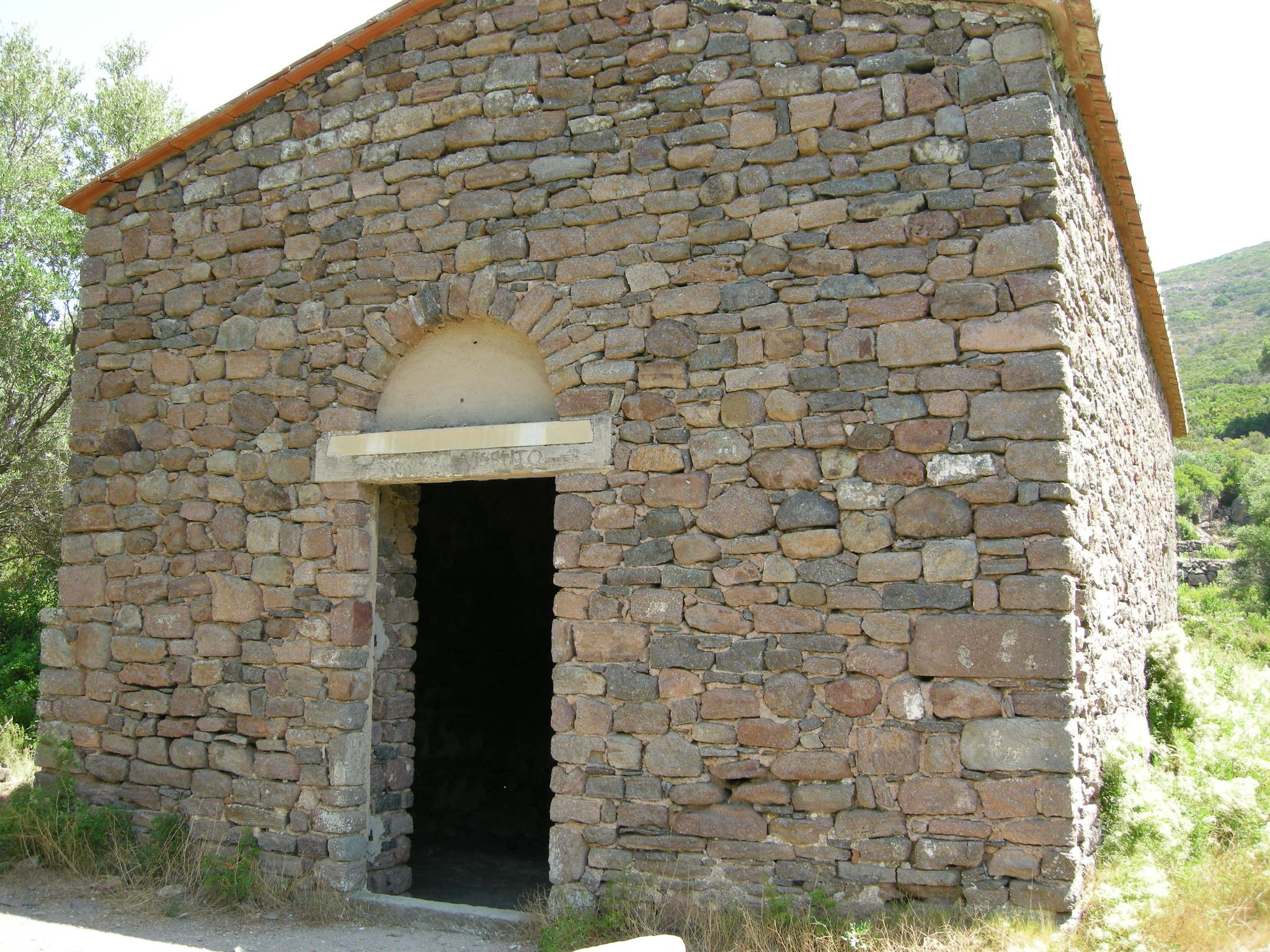
Santo Stefano

La chiesa di Santo Stefano è un edificio sacro che si trova in località Il Piano, o anticamente La Piana, al centro dell'Isola di Capraia, nell'Arcipelago Toscano.

## Storia
Secondo la tradizione la chiesa ed il monastero furono costruiti dall'abate eremita Eudossio, giunto nel V secolo nell'isola dove erano già presenti dal IV secolo dei cristiani anacoreti. Essi seguivano la regola cenobitica di Pacomio. Nel 417 l'abate Eudossio inviò in visita al vescovo sant'Agostino ad Ippona i monaci Eustazio ed Andrea, ad Eudossio sant'Agostino scrisse una lettera per esortarlo a usare della quiete per fomentare la pietà, non la pigrizia e a non rifiutare l'opera richiesta dalla Chiesa, cercando sempre la gloria di Dio. La lettera si chiude con questa frase: Poiché già la precedente fama ed ora i fratelli Eustazio e Andrea, giunti da parte vostra, hanno recato fino a noi il buon profumo di Cristo che emana dalla vostra santa condotta. Di essi Eustazio ci ha preceduto in quella pace, che non è battuta da nessun’onda, come lo è la vostra isola, e non sente più desiderio della Capraia, poiché non ha più ormai bisogno di cingere il cilizio.
Il monastero venne distrutto dai Saraceni nel IX secolo, e nell'XI secolo venne riedificata la sola chiesa; oggi tutto ciò che rimane di essa sono le mura laterali e parte dell'abside semicircolare (il tetto a capriate è moderno). La chiesa, priva di copertura e con la facciata parzialmente scomparsa, subì infatti dei controversi restauri che iniziarono nel 1968 e si conclusero nel 1970, sotto la direzione dell'ingegnere Alberto Simonini. Venne fatta richiesta di utilizzare scaglie in pietra per ricreare la scomparsa copertura dell'edificio, ma tale materiale avrebbe comportato costi troppo ingenti rispetto al previsto; per questo, la Soprintendenza optò per una copertura con tegole in laterizi, tutt'oggi presente. Inoltre, venne modificata l'inclinazione delle due falde di copertura, portandola dagli originari 28 gradi a 18 gradi. La chiesa fu quindi nuovamente officiata il 26 dicembre 1970 (giorno di Santo Stefano) dal sacerdote Luigi Dardanelli.
La Plebes de Capraia è ricordata negli elenchi delle decime del 1298, quando doveva versare come contributo 5 libbre d'argento e 5 soldi; ma già nel 1303 tale tassa era ridotta della metà e la chiesa versava in stato di degrado, finché dal XVI secolo divenne suffraganea di San Nicola ed infine fu abbandonata nel XVII secolo. La chiesa è l'unico resto dell'abitato della Piana che sorgeva in questa parte dell'isola, l'unico prima della costruzione del Forte di San Giorgio; esso era ben riparato e non visibile dal mare. Le pietre delle case in rovina sono poi state riutilizzate, pochi decenni fa, per costruire i terrazzamenti coltivati della zona.

## Galleria d'immagini

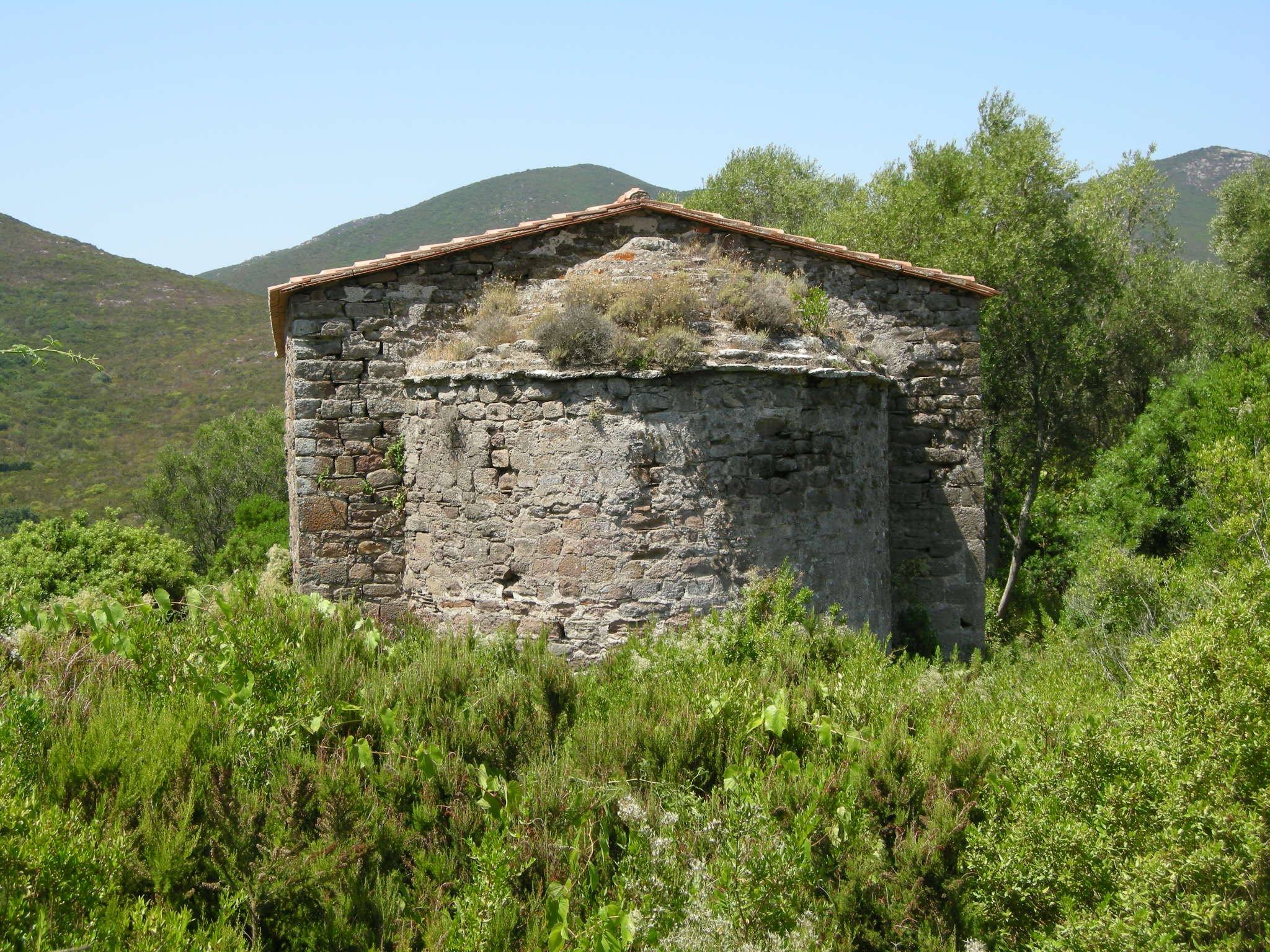
Abside
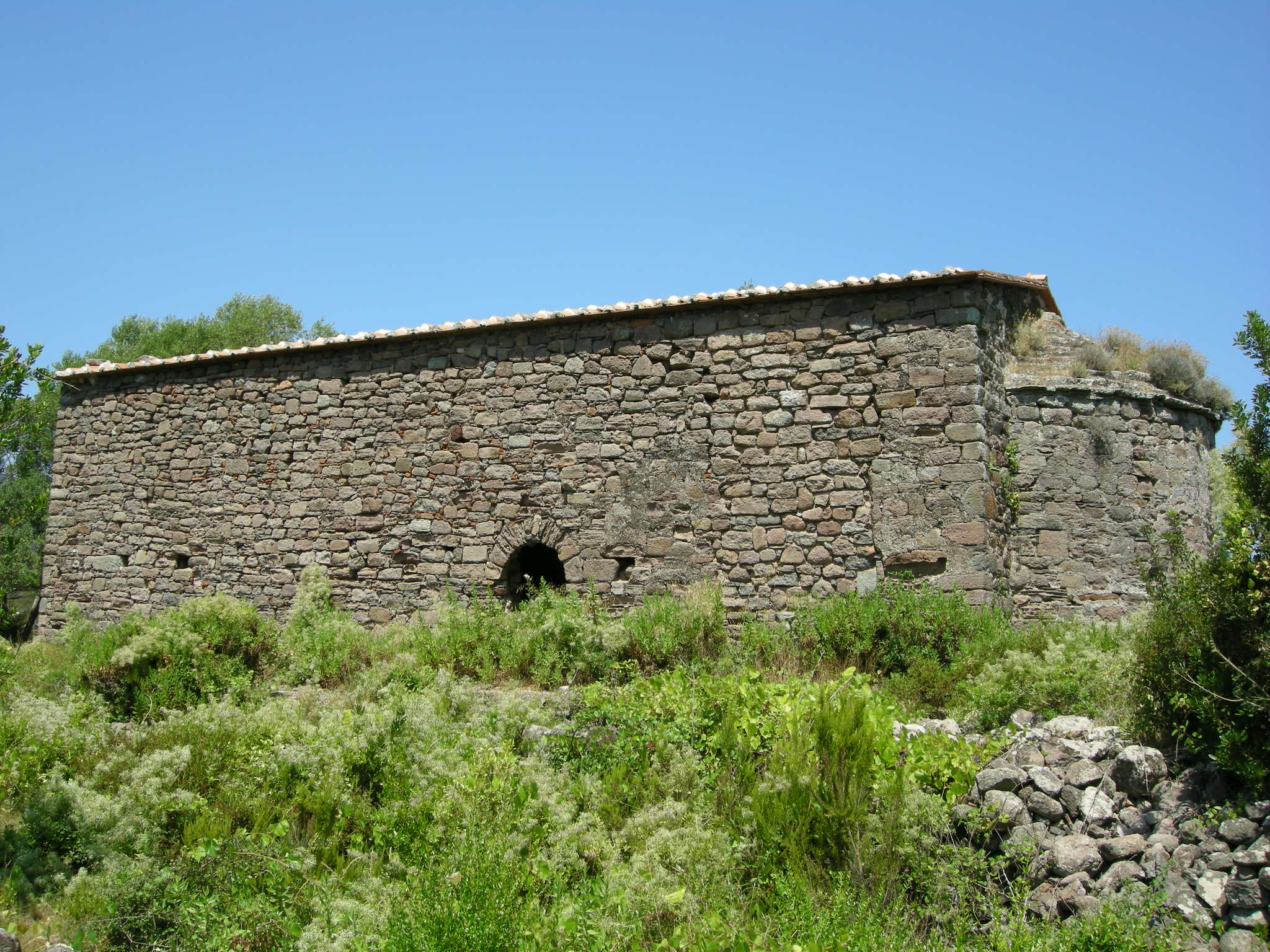
Lato
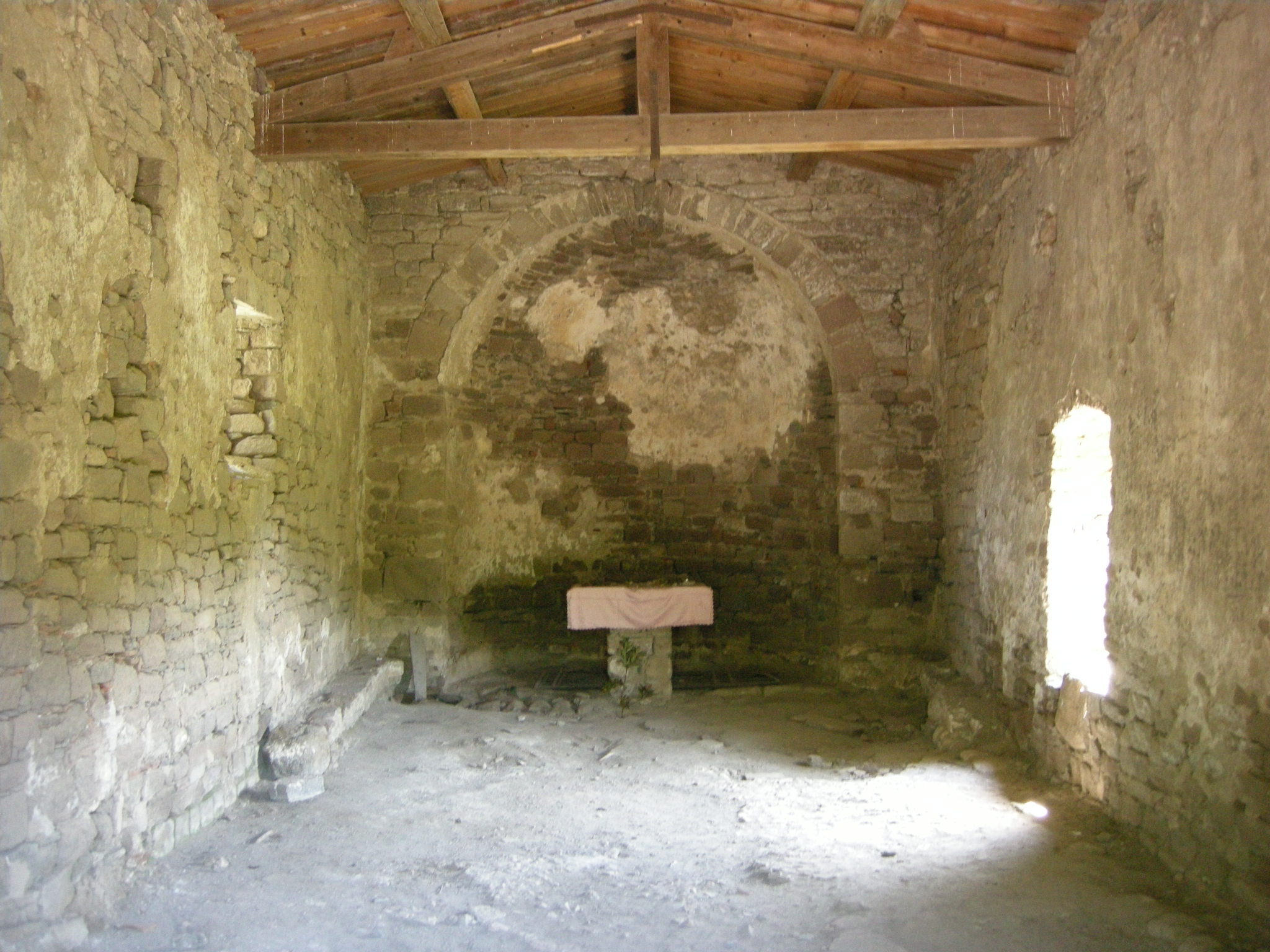
Interno
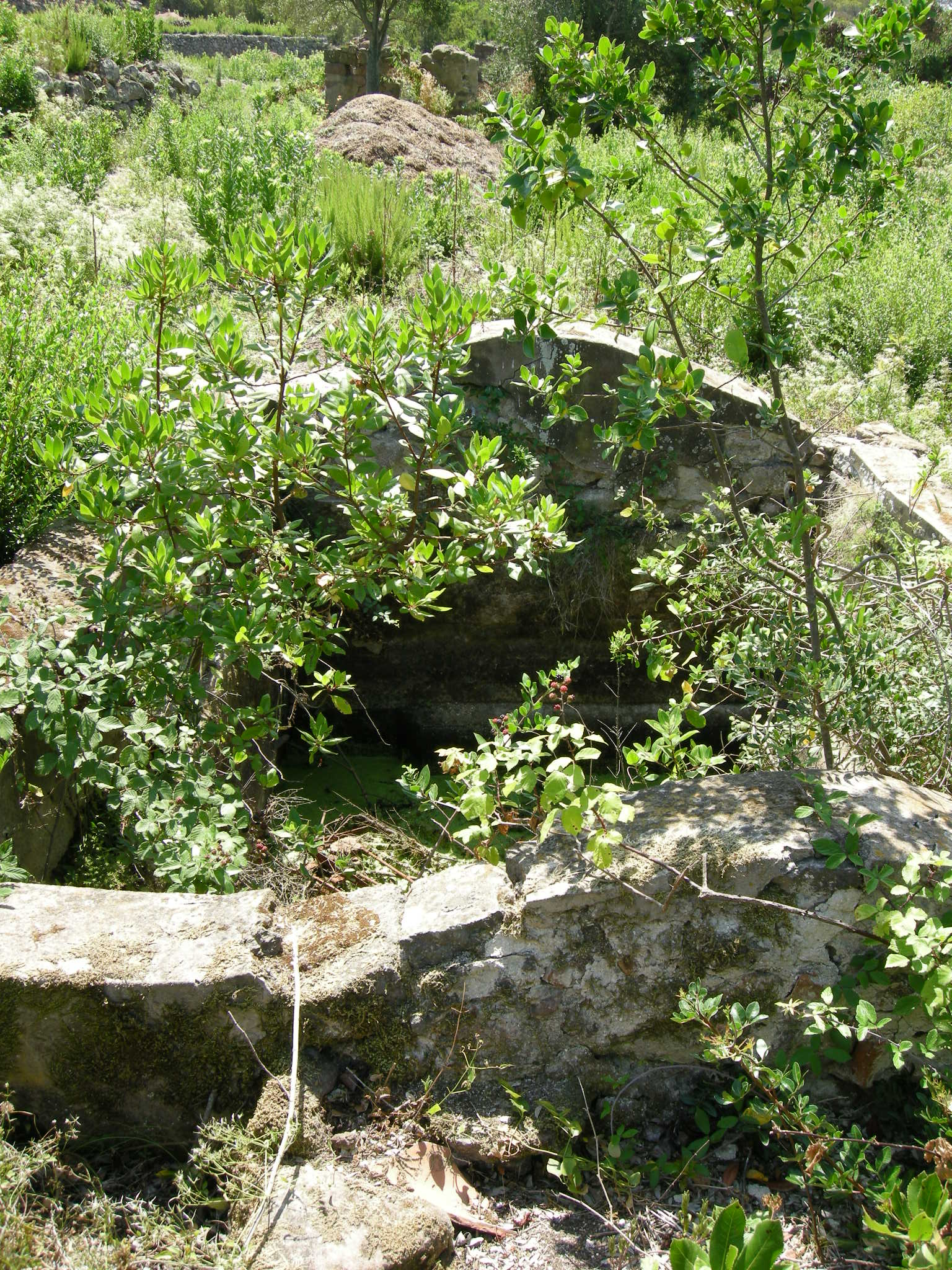
Antica cisterna per l'acqua